# Synagrops serratospinosus
Synagrops serratospinosus és una espècie de peix marí pertanyent a la família dels acropomàtids.

## Descripció
- La femella pot arribar a fer 8,1 cm de llargària màxima.
- Boca grossa i obliqua.
- 9 espines i 9 radis tous a l'aleta dorsal i 2 espines i 7 radis tous a l'anal.
- El marge postventral del preopercle és serrat.
- Les vores anteriors de l'espina de l'aleta ventral, la segona espina de la primera dorsal i l'espina de la segona dorsal són dentades.
- Escates grans.
- 25 vèrtebres.[1]

És un peix marí, demersal i de clima tropical que viu entre 176 i 511 m de fondària, el qual viu al talús continental. Es troba a la badia de Suruga (el Japó) i les illes Filipines al Pacífic occidental.
És inofensiu per als humans.